# Диего Варагић
Диего Варагић (Чајниче, 12. мај 1942) је српски и југословенски певач популаран током шездесетих и седамдесетих година 20. века. Најпознатији по извођењу француске песме Доминик, преведено на српскохрватски језик.

## Биографија
Диего Варагић је рођен у Чајничу 12. маја 1942. године. Још за време Другог светског рата, прешао је у Краљеву, где је одрастао заједно са осталих четворо браће од кад је био најмлађи. За својих 12 година, почео је да се бави певањем на сцени краљевачког КУД Железничар.
Након дипломирања, преселио се у Београд где је уписао и завршио студије на Филолошком факултету за енглески језик и књижевност и италијански језик.
Још пре одласка у Београд, 1961. године, учествовао се у емисији Радио Београда Микрофон је ваш и наступао је на концертима које су организовали са групом одабраних певача из других градова Србије. Касније је добио понуду да ради у једној радио станици као сарадник музичког уредника Стевана Маркичевића и добио је прилику да направи своје прве званичне снимке – за радио. Тако је снимљена песма Младић са гитаром која му је отворила пут у ПГП РТБ.
Захвалио је и мучичком уреднику ПГП РТБ-а Светом Јаковљевићу за успон у његовој певачкој каријери, који му је одабрао његов репертоар, али и гитаристи Војкану Ђоновићу и његовој музичкој пратњи у песми "Доминик". ..
После је неколико месеци са својих гласовних вокалних вежби са врсним италијанским музичарима, стигао је на пробно снимање у RCA Italiana где је упознао са импресаријем Ђанија Морандија, који га је веома охрабрио и својим писменим препорукама пружио му могућност да се у музичким круговима представио као афирмисани певач.
1970. године је учестовао у свом првом и једином (војном) музичком фестивалу у Загребу.
Запослио се као професор енглеског језика. да би 1979. године прешао у Политику, да ради као новинар у редакцији Политикиног забавника. Ту је упознао и своју будућу супругу, Светлану. Венчали су се у мају 1983. године и у фебруару 1986. године, добили су дете - Анђелу.
Од 1988. до 1990. године, учестовао је у музичкој емисији Звездана прашина 2.
Од 1991. године преселио се у Италију, заједно са Светланом и Анђелом Варагићем.

## Дискографија

### ЕП-ови
- Младић са гитаром (1963) (ПГП РТБ)
- Доминик (1964) (ПГП РТБ)
- Diego Varagiĉ* - Kantas En Esperanto (1965) (ПГП РТБ)
- Мала Сењорита (1965) (ПГП РТБ)
- Лутке (1966) (ПГП РТБ)
- Да ли ћу увек бити сам (1966) (ПГП РТБ)
- Аутомат (1968) (ПГП РТБ)
- Ксанаду (1968) (ПГП РТБ)
- Срећан рођендан (1971) (ПГП РТБ)
- Наше Љубави беше заблуда (1972) (ПГП РТБ)
- Последња ноћ (1973) (ПГП РТБ)
- Не заборави (1976) (ПГП РТБ)

## Филм
| Год.        | Назив              | Улога \|- style="background: Lavender; text-align:center; " | 1980-е_ | 1980-е_ | 1980-е_ | 1980-е_ |
| 1988.-1990. | Звездана прашина 2 | Певач                                                       |         |         |         |         |